# حزب کارگران آلمان
حزب کارگران آلمان (آلمانی: Deutsche Arbeiterpartei، به طور مخفف DAP) یک حزب سیاسی با عمر کوتاه در آلمان بعد از جنگ جهانی اول بود. این حزب سلف حزب نازی (حزب ناسیونال سوسیالیست کارگران آلمان) بود.
این حزب در ۵ ژانویه ۱۹۱۹ در مونیخ تاسیس شد و ۲۴ فوریه ۱۹۲۰ برای حزب طرفداران بیشتر نام خود را حزب ناسیونال سوسیالیست کارگران آلمان تغییر داد. آدولف هیتلر در ژوئیه ۱۹۱۹، زمانی که در عضویت ارتش بود، جهت تحقیق درباره حزب کارگران مامور شد در آن نفوذ کند و در همین خلال به تفکرات آنان علاقه‌مند شد. اندکی بعد مطابق دستور مافوق‌هایش درخواست عضویت داد و درخواستش یک هفته بعد، با شماره عضویت ۵۵۵، پذیرفته شد.

### کتاب‌ها
- Kershaw, Ian (2008). Hitler: A Biography. New York: W. W. Norton & Company. ISBN 978-0-393-06757-6.